# Asexualitate

Steagul asexualității

Asexualitatea (sau nonsexualitatea) este lipsa atracției, interesului sau dorinței față de activitatea sexuală. 
Ea este o orientare privind sexualitatea, una din cele patru feluri principale ale acesteia, alături de heterosexualitate, homosexualitate și bisexualitate. Un studiu din 2004 a plasat prevalența asexualității la 1%.
Pe de altă parte o persoană asexuală poate fi ca orientare romantică: aromantică, biromantică, homoromantică sau heteroromantică. 
Asexualitatea este distinctă de abstinența de la activitatea sexuală și de celibat, care sunt de obicei și în general motivate de factori precum convingerile personale (inclusiv religioase) ale individului; orientarea sexuală, spre deosebire de comportamentul sexual, este considerată a fi "de durată". Unele persoane asexuale se angajeazează în activități sexuale în pofida lipsei dorinței pentru act sexual sau atracției sexuale, din cauza unor varii motive, cum ar fi dorința de a face pe plac partenerilor romantici sau dorința de a avea copii.
Acceptarea asexualității ca orientare sexuală și ca domeniu de cercetarea științifică este relativ nouă, fiind un tot mai mare obiect de cercetare din ambele perspective: sociologică și psihologică. În timp ce unii cercetători afirmă că asexualitatea este o orientare sexuală, alți cercetători nu sunt de acord.
Diferite comunități asexuale au început să apară o dată cu dezvoltarea Internetului și a mediei de socializare. Cea mai prolifică și binecunoscută din aceste comunități este ”Asexual Visibility and Education Network” (AVEN), care a fost fondată în anul 2001 de către David Jay.
Deși numărul studiilor având ca obiect al cercetării această orientare este redus, toate au arătat că aceasta este cea mai puțin comună orientare sexuală.
Asexualitatea a fost observată de Alfred Kinsey și recunoscută de alți cercetători ai sexualității în studiile lor, însă un studiu anume de la USA Sheep Experiment Station din Idaho este reprezentativ. Cercetătorii căutau metode de a încuraja oile să se împerecheze mai eficient. Însă când au urmărit cu atenție turmele, au observat că 5-10% dintre oi erau homosexuale și 2-3 procente asexuale. Deși oile și animalele umane nu sunt comparabile din acest punct de vedere, studiul oferă o altă perspectivă asupra biologiei.
Orientarea sexuală și romantică nu au legătură cu reproducerea sexuată. O persoană asexuală, bisexuală, heterosexuală sau homosexuală poate avea sau nu progenituri.

## Statut

Triunghiul AVEN reprezentând asexualitatea.

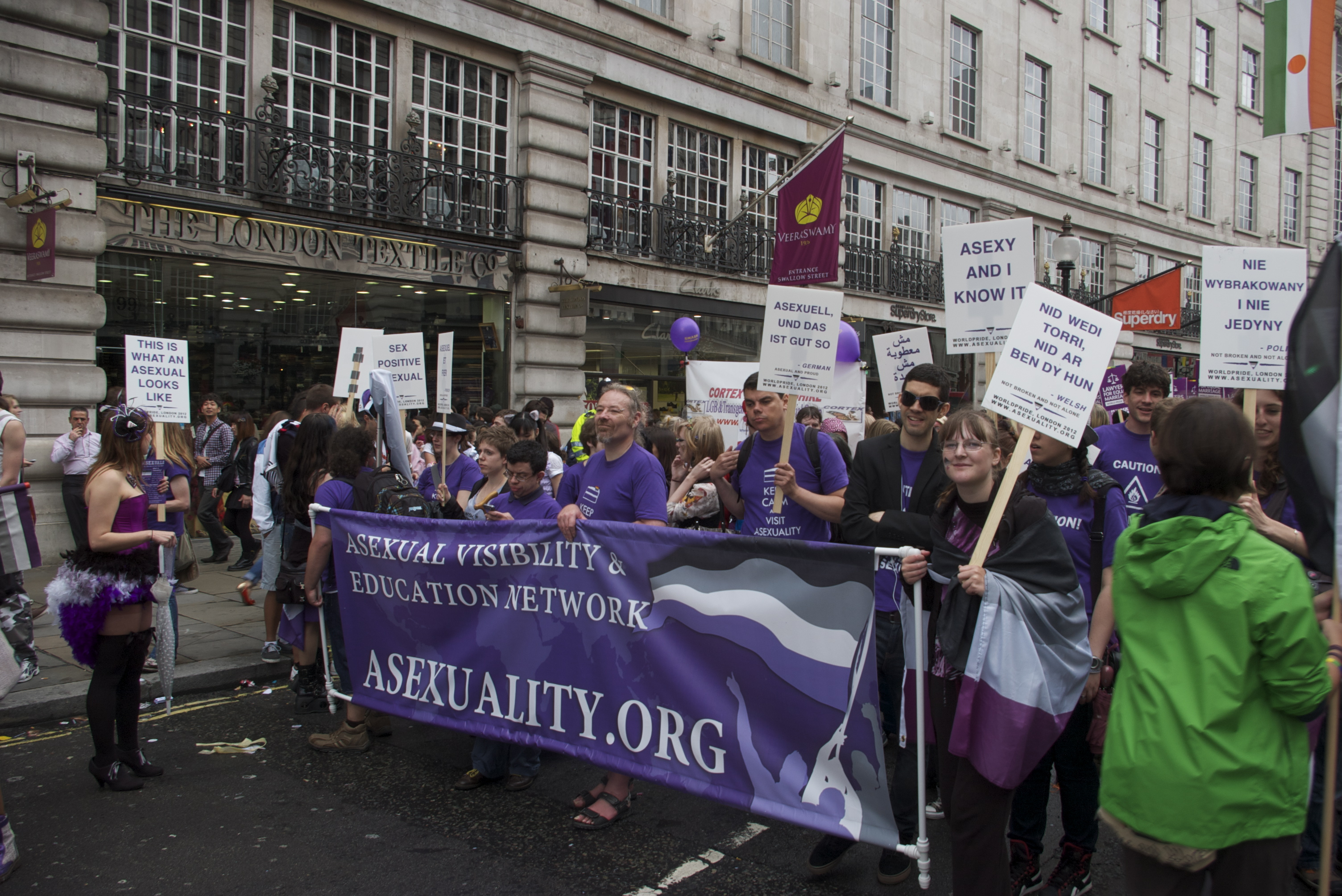
Marș asexual

Fiindcă asexualitatea este foarte rară, și numai recent a început să fie cercetată, există dezbateri în cercuri psihologico-științifice asupra legitimității ca orientare sexuală legitimă. Unii au încadrat-o la deficiență sexuală hipoactivă, sugerând că este creată de diverși factori legați de mediu, incluzând abuz sexual în trecut, nepermiterea expresiei sexuale și probleme hormonale.
De cealaltă parte, mulți asexuali, și un număr tot mai mare de cercetători, susțin că asexualitatea este o orientare sexuală legitimă, la fel ca heterosexualitatea și homosexualitatea. Ei spun că aceasta nu trebuie considerată o stare patologică deoarece nu creează probleme și nu necesită tratament. Alții fac referință la faptul că, în trecut, lucruri similare au fost spuse despre homosexualitate, dar acum este văzută ca o orientare sexuală legitimă.

## Atitudinea asexualilor față de sexualitate
Printre persoanele asexuale există mai multe atitudini privind sexualitatea: aversiune, indiferență sau favorabilitate.